# Paper Mario: Color Splash
Paper Mario: Color Splash (jap.: ペーパーマリオ カラースプラッシュ, Hepburn: Pēpā Mario: Karā Supurasshu) ist ein Action-Adventure-Rollenspiel-Videospiel aus der Paper-Mario-Reihe, das von Intelligent Systems entwickelt und in Nordamerika und Europa am 7. Oktober 2016, in Australien am 8. Oktober 2016 und in Japan am 13. Oktober 2016 von Nintendo exklusiv für die Wii U veröffentlicht wurde. Es ist der Nachfolger von Paper Mario: Sticker Star (2012). Mit Paper Mario: The Origami King wurde im Mai 2020 ein Nachfolger angekündigt.

## Handlung
Mario und Prinzessin Peach erhalten einen unlesbaren Brief von der Insel Prisma und segeln daraufhin zu der Insel, um Nachforschungen anzustellen. Dort angekommen, finden sie Port Prisma, die Hauptstadt der Insel, verlassen vor und bemerken viele farblose Flecken und Objekte. Der Springbrunnen in der Mitte der Stadt ist ausgetrocknet. Im Brunnen erscheint ein Gewölbe mit einer Farbdose. Nachdem Mario versucht hat, diese zu öffnen, entpuppt sie sich als Farbian, dem Wächter des Prisma-Brunnens. Farbian erklärt, dass der Brunnen normalerweise von sechs Farbsternen gespeist wird, die die Insel mit unendlich viel Farbe versorgen. Mario willigt ein, Farbian bei der Suche nach den Farbsternen zu helfen. Während er die Insel weiter erkundet, wird Peach von Bowser entführt.

## Spielprinzip
Ähnlich wie in Paper Mario: Sticker Star, besitzt Paper Mario: Color Splash sowohl Elemente aus dem Action-Adventure- als auch aus dem Rollenspiel-Genre. Der Spieler steuert eine zweidimensionale Version von Mario mit dem Wii U GamePad durch eine Welt aus Papier.

## Ankündigung
Color Splash wurde am 3. März 2016 im Rahmen einer Nintendo-Direct-Präsentation vorgestellt. Zur Electronic Entertainment Expo (E3) wurde während des Treehouse Live weiteres Gameplay gezeigt.

## Rezeption
Das Spiel erhielt bereits vor der Veröffentlichung negative Resonanz, da sich der Titel zu stark an dem Vorgänger Sticker Star orientiere und klassische RPG-Elemente, wie in Die Legende vom Äonentor, kaum vorhanden seien. Von der Fachpresse erhielt das Spiel jedoch überwiegend positive Bewertungen; auf der Bewertungswebsite Metacritic erzielte es einen Metascore von 76 von insgesamt 100 möglichen Punkten, basierend auf 74 Bewertungen.